# Darnieulles
Darnieulles est une commune française située dans le département des Vosges, en région Grand Est.
Ses habitants sont appelés les Darnieulliens.

## Géographie

### Localisation

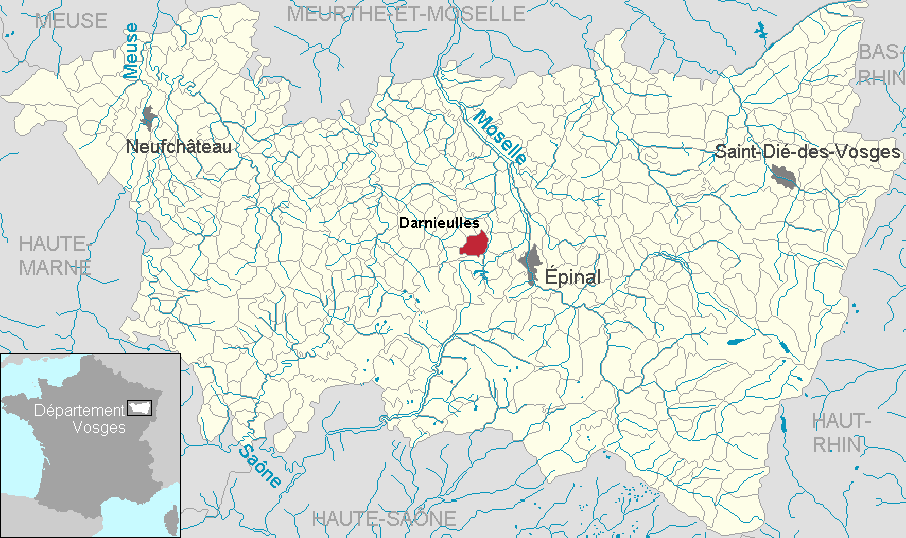
Localisation dans le département.

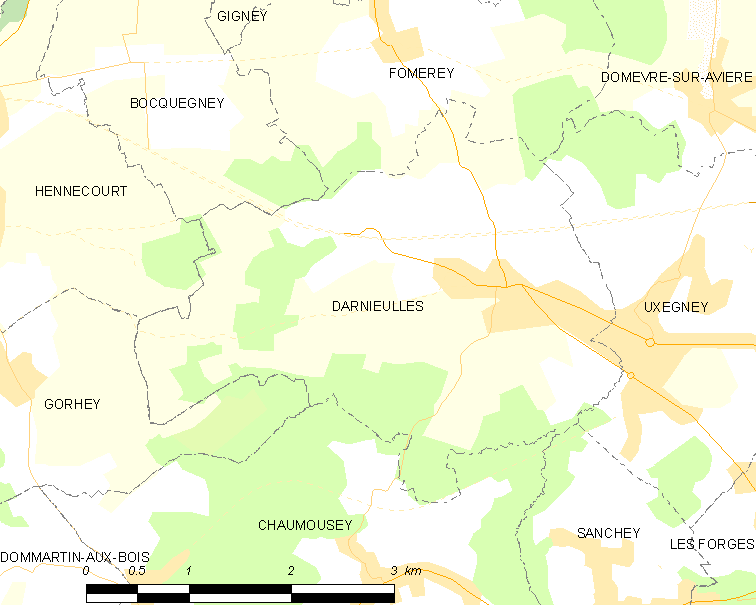
Situation géographique de Darnieulles.

La commune s'est développée le long de la route menant d'Épinal à Dompaire, à 10 km de chacune des deux localités. La construction d'une déviation par le nord a entièrement changé la physionomie du lieu.

### Communes limitrophes
| Bocquegney | Fomerey     |         |
| Hennecourt | Darnieulles | Uxegney |
| Gorhey     | Chaumousey  | Sanchey |

### Hydrographie et les eaux souterraines
Hydrogéologie et climatologie : Système d’information pour la gestion des eaux souterraines du bassin Rhin-Meuse :
Territoire communal : Occupation du sol (Corinne Land Cover); Cours d'eau (BD Carthage),
Géologie : Carte géologique; Coupes géologiques et techniques,
 Hydrogéologie : Masses d'eau souterraine; BD Lisa; Cartes piézométriques.
La commune est située dans le bassin versant du Rhin au sein du bassin Rhin-Meuse. Elle est drainée par l'Avière, le ruisseau des Rayeux, le ruisseau de Devant la Souche et le ruisseau des Roseaux,.
L'Avière, d'une longueur totale de 28 km, prend sa source dans la commune de Renauvoid et se jette  dans la Moselle à Châtel-sur-Moselle, après avoir traversé dix communes.

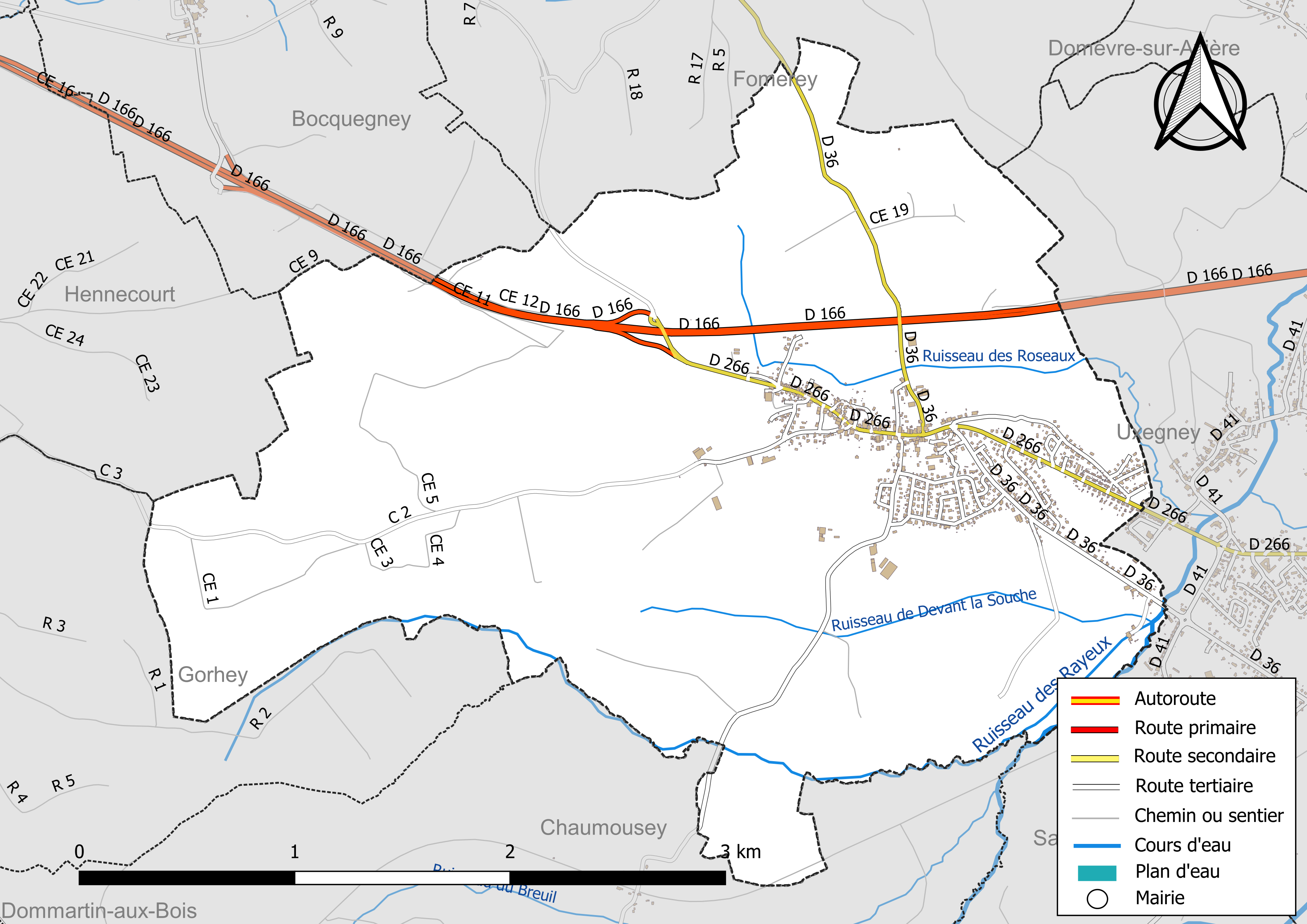
Réseaux hydrographique et routier de Darnieulles.

La qualité des eaux de baignade et des cours d’eau peut être consultée sur un site dédié géré par les agences de l’eau et l’Agence française pour la biodiversité.

### Climat
Pour des articles plus généraux, voir Climat du Grand Est et Climat des Vosges.
En 2010, le climat de la commune est de type climat des marges montargnardes, selon une étude du Centre national de la recherche scientifique s'appuyant sur une série de données couvrant la période 1971-2000. En 2020, Météo-France publie une typologie des climats de la France métropolitaine dans laquelle la commune est exposée à un climat semi-continental et est dans la région climatique  Lorraine, plateau de Langres, Morvan, caractérisée par un hiver rude (1,5 °C), des vents modérés et des brouillards fréquents en automne et hiver. 
Pour la période 1971-2000, la température annuelle moyenne est de 9,5 °C, avec une amplitude thermique annuelle de 17 °C. Le cumul annuel moyen de précipitations est de 1 007 mm, avec 12,7 jours de précipitations en janvier et 10,1 jours en juillet. Pour la période 1991-2020, la température moyenne annuelle observée sur la station météorologique de Météo-France la plus proche, « Dommartin-aux-Bois_sapc », sur la commune de Dommartin-aux-Bois à 7 km à vol d'oiseau, est de 10,6 °C et le cumul annuel moyen de précipitations est de 908,9 mm. 
La température maximale relevée sur cette station est de 39,4 °C, atteinte le 25 juillet 2019 ; la température minimale est de −17,5 °C, atteinte le 20 décembre 2009,,. 
Les paramètres climatiques de la commune ont été estimés pour le milieu du siècle (2041-2070) selon différents scénarios d'émission de gaz à effet de serre à partir des nouvelles projections climatiques de référence DRIAS-2020. Ils sont consultables sur un site dédié publié par Météo-France en novembre 2022.

## Urbanisme

### Typologie
Au 1er janvier 2024, Darnieulles est catégorisée bourg rural, selon la nouvelle grille communale de densité à sept niveaux définie par l'Insee en 2022.
Elle appartient à l'unité urbaine d'Uxegney, une agglomération intra-départementale regroupant deux  communes, dont elle est une commune de la banlieue,,. Par ailleurs la commune fait partie de l'aire d'attraction d'Épinal, dont elle est une commune de la couronne,. Cette aire, qui regroupe 118 communes, est catégorisée dans les aires de 50 000 à moins de 200 000 habitants,.

### Occupation des sols
L'occupation des sols de la commune, telle qu'elle ressort de la base de données européenne d’occupation biophysique des sols Corine Land Cover (CLC), est marquée par l'importance des territoires agricoles (70,2 % en 2018), en diminution par rapport à 1990 (71,9 %). La répartition détaillée en 2018 est la suivante : 
terres arables (44,2 %), prairies (26,1 %), forêts (21,8 %), zones urbanisées (8 %). L'évolution de l’occupation des sols de la commune et de ses infrastructures peut être observée sur les différentes représentations cartographiques du territoire : la carte de Cassini (XVIIIe siècle), la carte d'état-major (1820-1866) et les cartes ou photos aériennes de l'IGN pour la période actuelle (1950 à aujourd'hui).

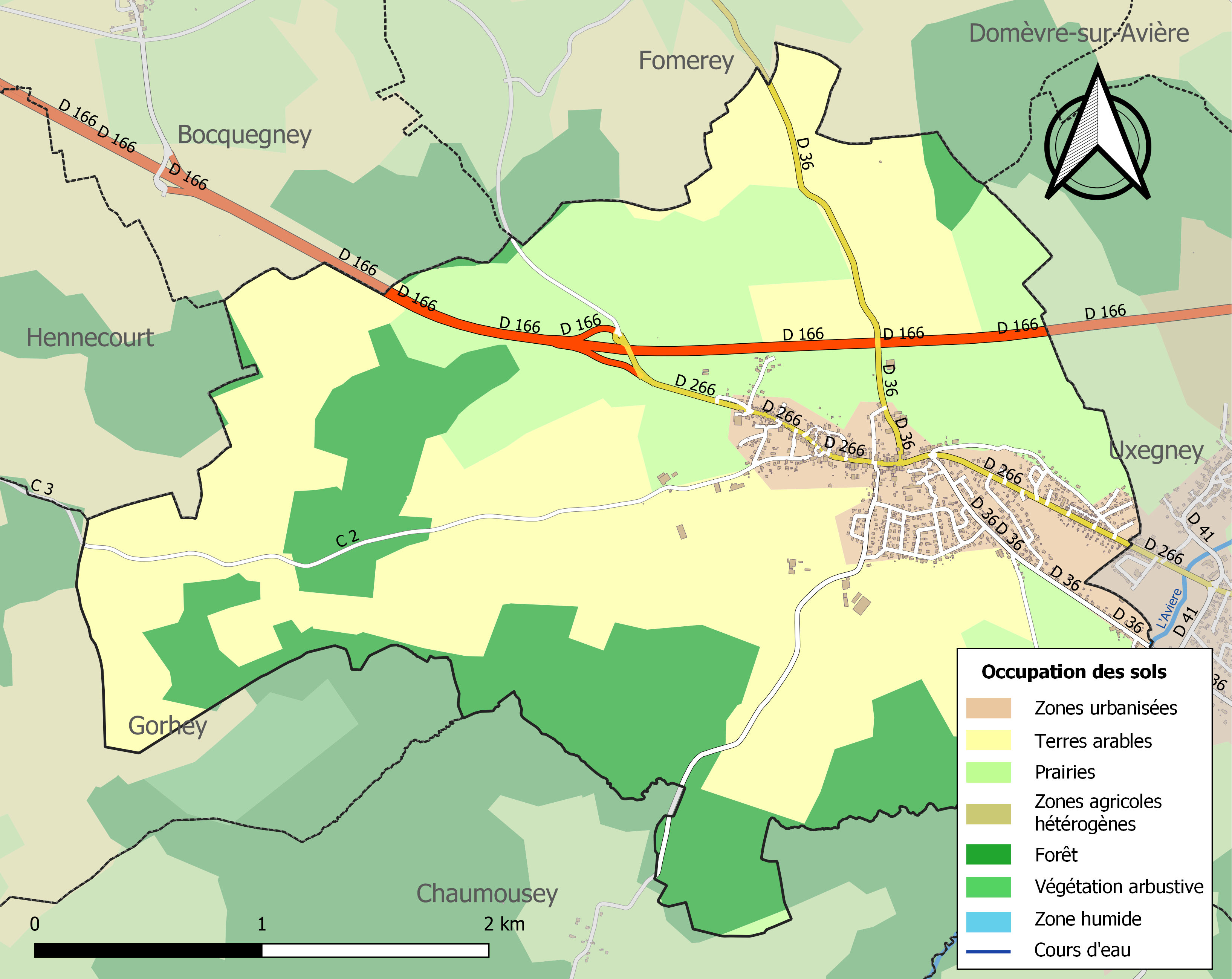
Carte des infrastructures et de l'occupation des sols de la commune en 2018 (CLC).

## Toponymie
Le nom de la localité est attesté sous les formes A. de Darnolio (1092) ; A. de Darnola (XIe siècle) ; Darnolis (1109) ; G. de Darnule (vers 1145) ; Darnole (1187) ; Darnuodra (XIe ou XIIe siècle) ; A. de Darnulio (XIIe siècle) ; W. de Darnieule (1222) ; P. de Darnuele (1279) ; Darnuelle (1279) ; Darnueles (1378) ; A. de Danuelles (1355) ; Darnuelles (1399) ; Darnieul (1592) ; Dargnulle (1737) ; Darneulle (XVIIIe siècle).

## Histoire
Chef-lieu d’une baronnie, Darnieulles appartenait au bailliage de Darney. Son église dédiée à saint Maurice était du diocèse de Saint-Dié, doyenné de Jorxey. La cure, régulière, était à la collation des religieuses de Chaumousey.
De 1790 à l’an IX, Darnieulles a fait partie du canton de Girancourt, dans le district d'Épinal.

## Politique et administration
| Période       | Période       | Identité                      | Étiquette | Qualité                           |
| ------------- | ------------- | ----------------------------- | --------- | --------------------------------- |
| mai 1904      | mai 1908      | Charles Auguste Pierron       |           |                                   |
| mai 1908      | décembre 1919 | Paul Finance                  |           |                                   |
| décembre 1919 | mai 1929      | Léon Guénot                   |           |                                   |
| mai 1929      | 1931          | Paul Martin                   |           |                                   |
| mars 1931     | mars 1933     | Jules Henry André Prétot      |           |                                   |
| mars 1933     | mai 1935      | Marcel Finance                |           | -                                 |
| mai 1935      | décembre 1944 | Albert Jérome                 |           |                                   |
| décembre 1944 | mai 1945      | Marcel Finance                |           |                                   |
| mai 1945      | mars 1965     | Auguste Duchêne               |           | Chef d'atelier                    |
| mars 1965     | avril 1985    | Pierre Prétot (1928-1985)     |           |                                   |
| juin 1985     | mars 1989     | Bernard Demangeon (1933-2023) |           |                                   |
| mars 1989     | mai 2020      | Serge Cossin (1947-2023)      |           | Animateur commercial              |
| mai 2020      | En cours      | Philippe Retournard           |           | Retraité du Conseil départemental |

### Budget et fiscalité 2022

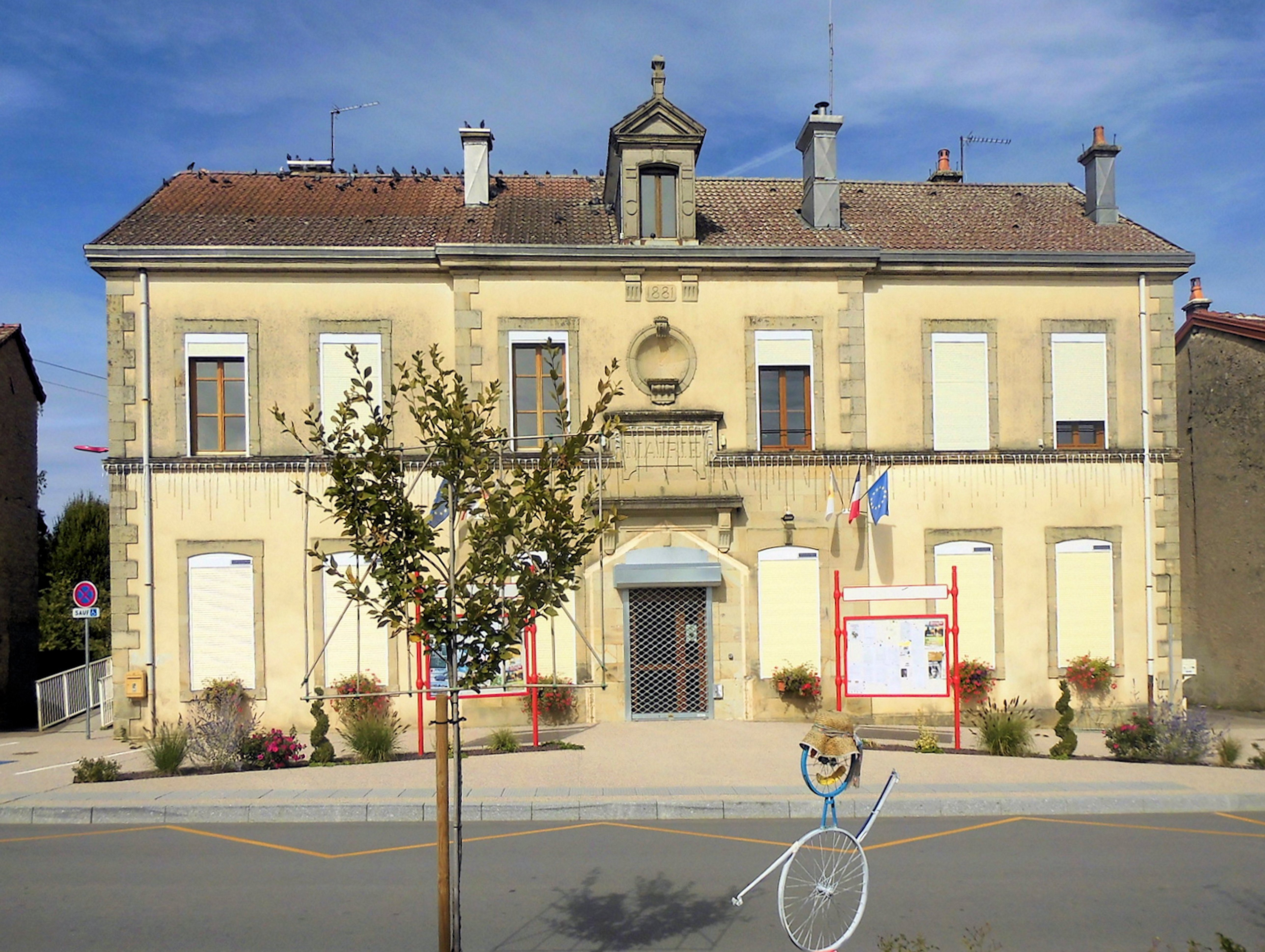
La mairie.

En 2022, le budget de la commune était constitué ainsi :
- total des produits de fonctionnement : 1 044 000 €, soit 740 € par habitant ;
- total des charges de fonctionnement : 895 000 €, soit 634 € par habitant ;
- total des ressources d'investissement : 340 000 €, soit 241 € par habitant ;
- total des emplois d'investissement : 302 000 €, soit 214 € par habitant ;
- endettement : 700 000 €, soit 496 € par habitant.

Avec les taux de fiscalité suivants :
- taxe d'habitation : 12,23 % ;
- taxe foncière sur les propriétés bâties : 39,95 % ;
- taxe foncière sur les propriétés non bâties : 24,28 % ;
- taxe additionnelle à la taxe foncière sur les propriétés non bâties : 0,00 % ;
- cotisation foncière des entreprises : 0,00 %.

Chiffres clés Revenus et pauvreté des ménages en 2021 : médiane en 2021 du revenu disponible, par unité de consommation : 22 510 €.

## Économie

### Entreprises et commerces

#### Agriculture
- Élevage de vaches laitières.
- Élevage d'autres bovins et de buffles.
- Culture de céréales, de légumineuses et de graines oléagineuses.

#### Tourisme
- Hébergements et restauration à Chaumousey, Sanchey, Girancourt, Agémont, Dompaire.

#### Commerces
- Commerces et services de proximité.

## Population et société

### Démographie

#### Évolution démographique
L'évolution du nombre d'habitants est connue à travers les recensements de la population effectués dans la commune depuis 1793. Pour les communes de moins de 10 000 habitants, une enquête de recensement portant sur toute la population est réalisée tous les cinq ans, les populations de référence des années intermédiaires étant quant à elles estimées par interpolation ou extrapolation. Pour la commune, le premier recensement exhaustif entrant dans le cadre du nouveau dispositif a été réalisé en 2007.

En 2022, la commune comptait 1 367 habitants, en évolution de −5,79 % par rapport à 2016 (Vosges : −2,96 %, France hors Mayotte : +2,11 %).
| 1793 | 1800 | 1806 | 1821 | 1831 | 1836 | 1841 | 1846 | 1856 |
| ---- | ---- | ---- | ---- | ---- | ---- | ---- | ---- | ---- |
| 392  | 412  | 458  | 409  | 434  | 451  | 462  | 472  | 465  |

| 1861 | 1866 | 1876 | 1881 | 1886 | 1891 | 1896 | 1901 | 1906 |
| ---- | ---- | ---- | ---- | ---- | ---- | ---- | ---- | ---- |
| 454  | 464  | 465  | 503  | 559  | 468  | 491  | 481  | 709  |

| 1911 | 1921 | 1926 | 1931 | 1936 | 1946 | 1954 | 1962 | 1968 |
| ---- | ---- | ---- | ---- | ---- | ---- | ---- | ---- | ---- |
| 748  | 705  | 757  | 784  | 858  | 893  | 958  | 983  | 917  |

| 1975 | 1982  | 1990  | 1999  | 2006  | 2007  | 2012  | 2017  | 2022  |
| ---- | ----- | ----- | ----- | ----- | ----- | ----- | ----- | ----- |
| 891  | 1 038 | 1 152 | 1 112 | 1 304 | 1 332 | 1 518 | 1 407 | 1 367 |

### Enseignement
Établissements d'enseignements :
- Écoles maternelles et primaires à Darnieulles, Uxegney, Sanchey, Hennecourt, Les Forges.
- Collège à Golbey, Thaon-les-Vosges, Épinal.
- Lycées à Thaon-les-Vosges, Épinal, Harol.

### Santé
Professionnels et établissements de santé :
- Médecins à Darnieulles, Uxegney, Les Forges, Chaumousey, Girancourt, Golbey.
- Pharmacies à Uxegney, Les Forges, Chaumousey, Girancourt, Girancourt, Golbey.
- Hôpitaux à Golbey, Thaon-les-Vosges, Épinal.

### Cultes
- Culte catholique, Paroisse Saint-Jean-Baptiste-de-l’Avière[26], Diocèse de Saint-Dié.

## Culture locale et patrimoine

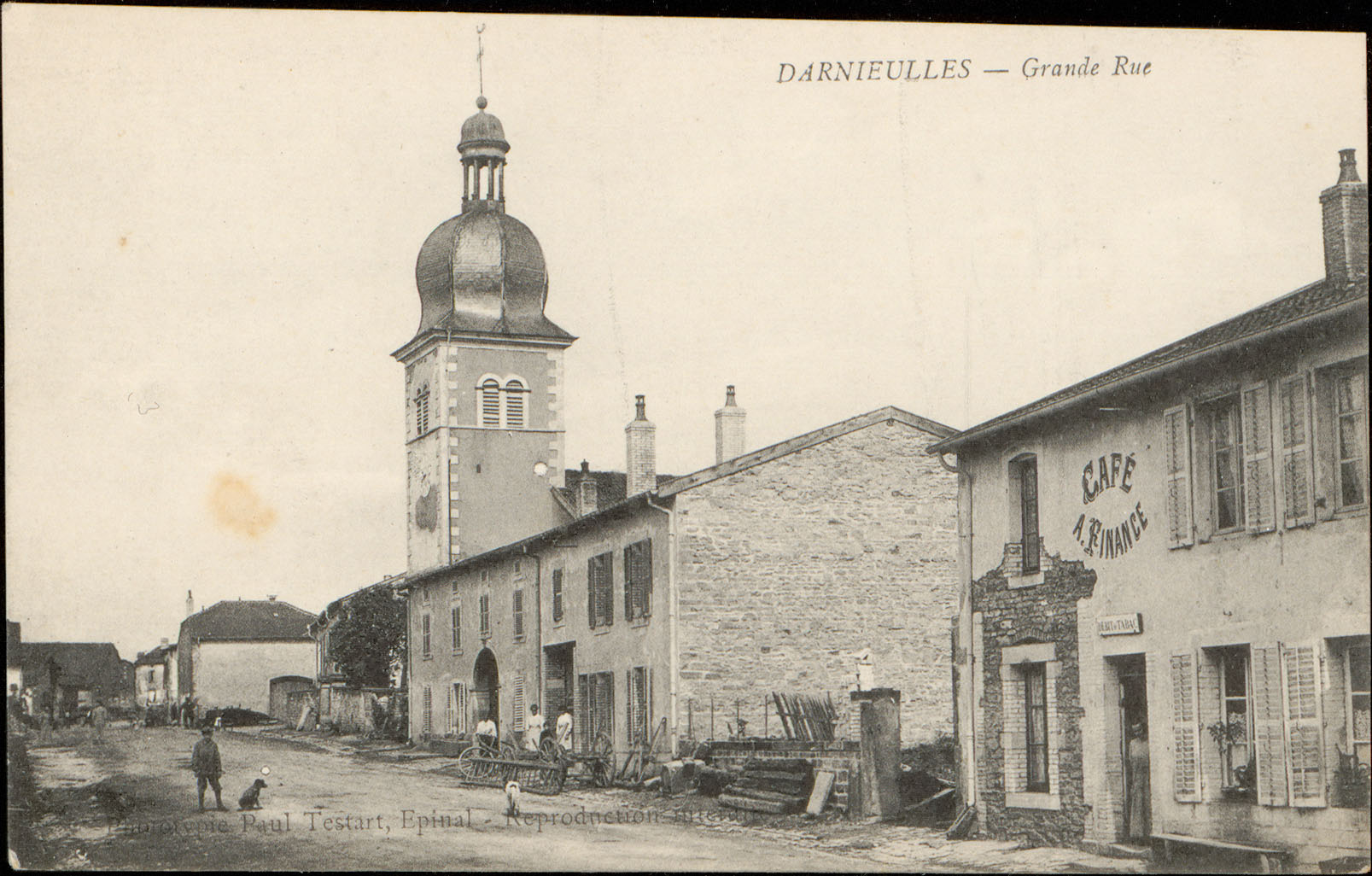
Carte postale ancienne de Paul Testart, montrant la Grande Rue de Darnieulles.
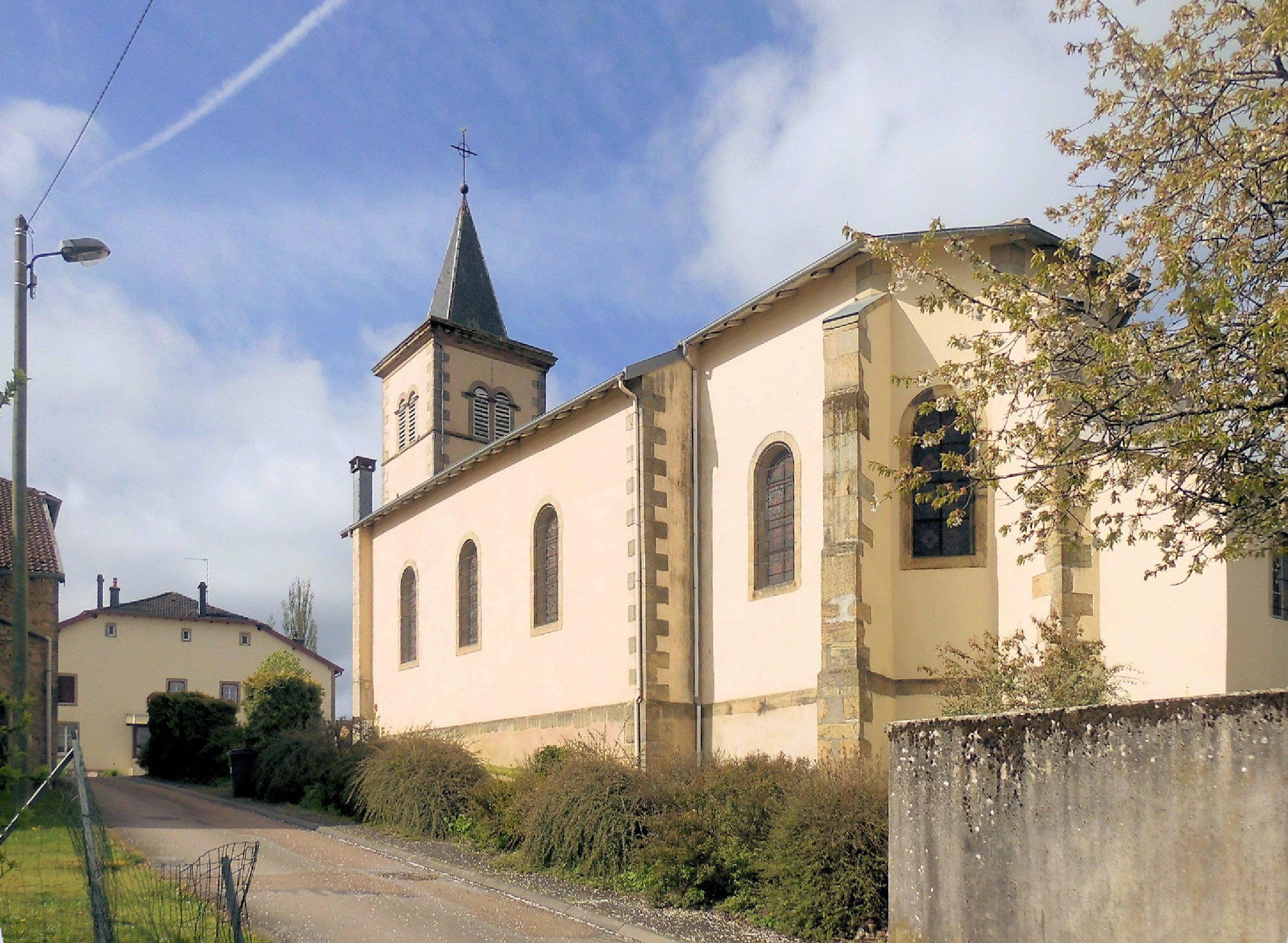
L'église Saint-Maurice à Darnieulles, côté nord-est.
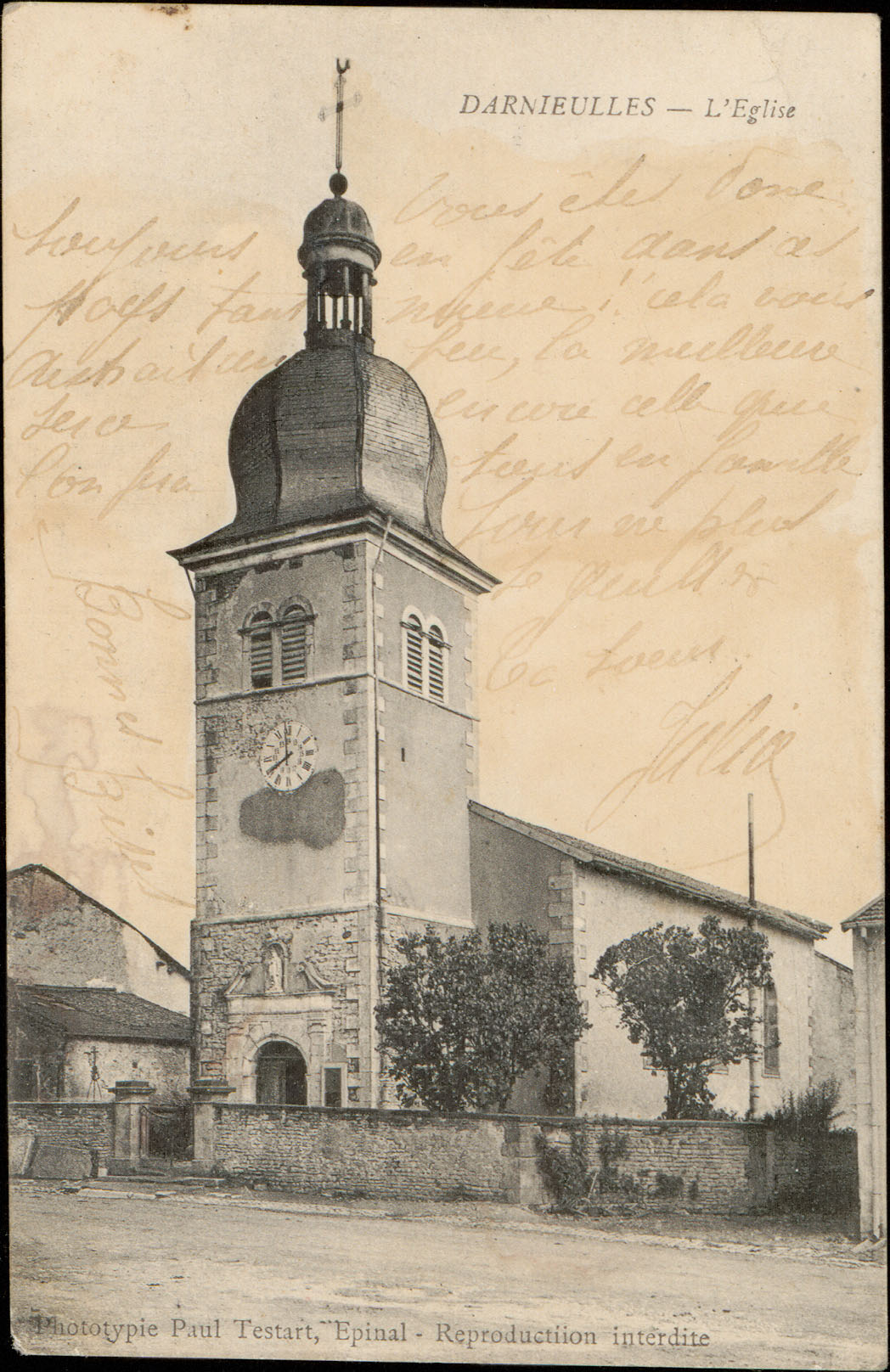
Carte postale représentant l'église de Darnieulles.
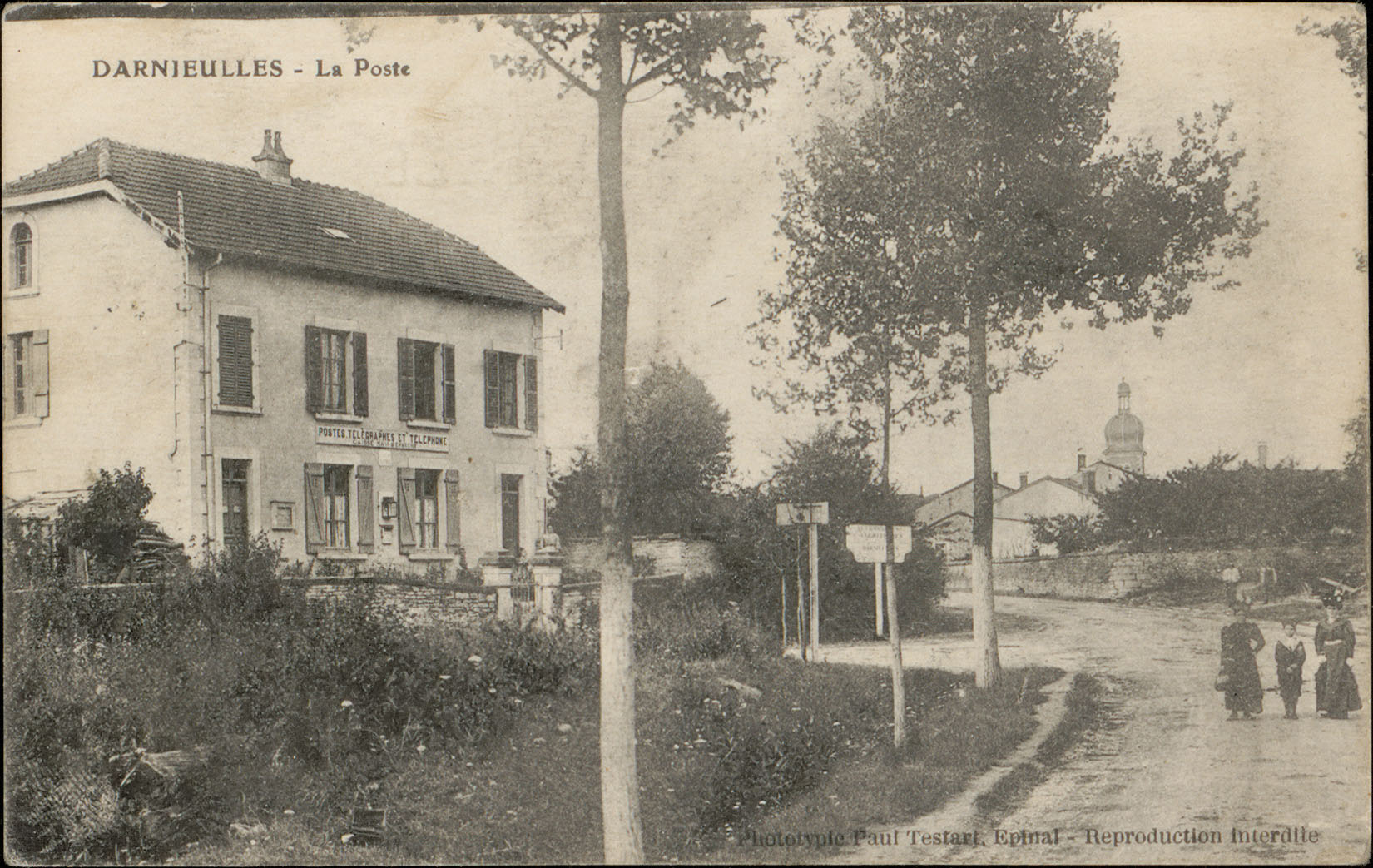
Carte postale représentant la Poste de Darnieulles entre 1880 et 1945.

### Lieux et monuments
- Église Saint-Maurice du début du XVIIIe siècle,

et son orgue de 1863 d'Antoine Filipowicz,.
Harmonium de juillet 1845.
- Château des seigneurs de Darnieulles[29],[30],[31] XIIe siècle - XIVe siècle, dont subsistent le donjon et quelques murailles[32].
- Le Moulin[33].
- Monument aux morts[34].

### Personnalités liées à la commune
- Jean Pillelipille, bâtard de Lorraine, seigneur de Darnieulles. Il était le fils naturel du duc de Charles II de Lorraine et de sa maîtresse Alison Dumay. Il reçut de son père un héritage qui lui permit d'acquérir la seigneurie de Darnieulles dont il prit le nom et dont descendent les seigneurs du lieu jusqu'à la Révolution[35].
- Nicolas Bellot, peintre, né dans le village vers 1580 et mort à Épinal en 1640.
- Joseph Benoît Charles de Darnieulles de Gellenoncourt, né en 1739 à Darnieulles, mort en 1825 au château de Bauzemont, officier dans l'armée lorraine puis française, fit la campagne d'Amérique à bord du vaisseau Le Majestueux avant de rejoindre l'armée de Condé. Blessé à plusieurs reprises, il termina sa carrière avec le grade de colonel[36].

### Héraldique
| Blason | Blasonnement : Tranché : au premier d’or au léopard de gueules, au second d’or aux trois fasces de sinople accompagnées en pointe d’une étoile de six rais du même ; à la bande de gueules chargée de trois alérions d’or brochant sur la partition. Commentaires : Le blason choisi par la commune reprend les armes des trois familles qui se sont succédé à Darnieulles. La première famille, au XIe siècle, portait trois fasces et une étoile en pointe. La seconde, des XVe et XVIe siècles, issue d’un bâtard du duc Charles II, portait une barre chargée de trois alérions, mais d’argent et non d'or. Enfin la troisième famille, du XVIIe au XIXe siècle, est la famille de Gellenoncourt qui porte un léopard de gueules. |

## Pour approfondir